# ケイティ・アドラー
ケイティ・アドラー（英語: Katya Adler, 1972年 - ）は、イギリスのジャーナリスト。
1998年からBBCに勤務しており、現在は欧州支局長を担当する。

## 就職以前
アドラーはロンドン在住のドイツ人夫婦の間に生まれた。
彼女はブリストル大学でドイツ語とイタリア語を学んだ。
ジャーナリズムはタイムズやロイター、ブルー・ダニューバ・ラジオで学んだ。
政治結社の団長も務め、雑誌の発行を始めた。

## 経歴
1995年に卒業すると、国際会議協会で働くためにウィーンに移住した。
95年の後半にはオーストリア放送協会に入社し、地域報道だけでなくコソボや東欧、西アジア、北アフリカからも報道した。
1998年、BBCウィーン支社に入社し、オーストリアや中欧の出来事を報道した。
短期間ベルリン支社にも勤めた。
2000年にはロンドンに戻り、BBCワールドサービスでヨーロッパ全体を担当した。
また、毎週ベルリンに通勤し、ドイチェ・ヴェレのアンカーを担当した。
2003年8月からはマドリッド特派員となり、 ヨハネ・パウロ2世やヤーセル・アラファートの死亡報道も行った。
2004年のマドリード列車爆破テロ事件も報道した。
2006年12月からは、エルサレムが拠点の中東特派員となった。また、時々HARDtalkの司会者も担当した。
2014年4月末、ギャビン・ヒューイットから欧州支局長を引き継いだ。
2017年2月上旬、BBCは「After Brexit: the Battle for Europe」とアドラーが名付けたドキュメンタリーを放送した。

## その他
母語の英語の他に、流暢にイタリア語とスペイン語、ドイツ語、フランス語を話す。アラビア語とヘブライ語も学んでいる。